# USA Today
USA Today és un diari dels Estats Units de tirada nacional publicat per Gannet Corporation. És el diari de més tirada en aquest país (amb aproximadament 2,25 milions de còpies qualsevol dia entre setmana) i el segon amb major tiratge al món anglòfon (després de The Times of India).

## Història

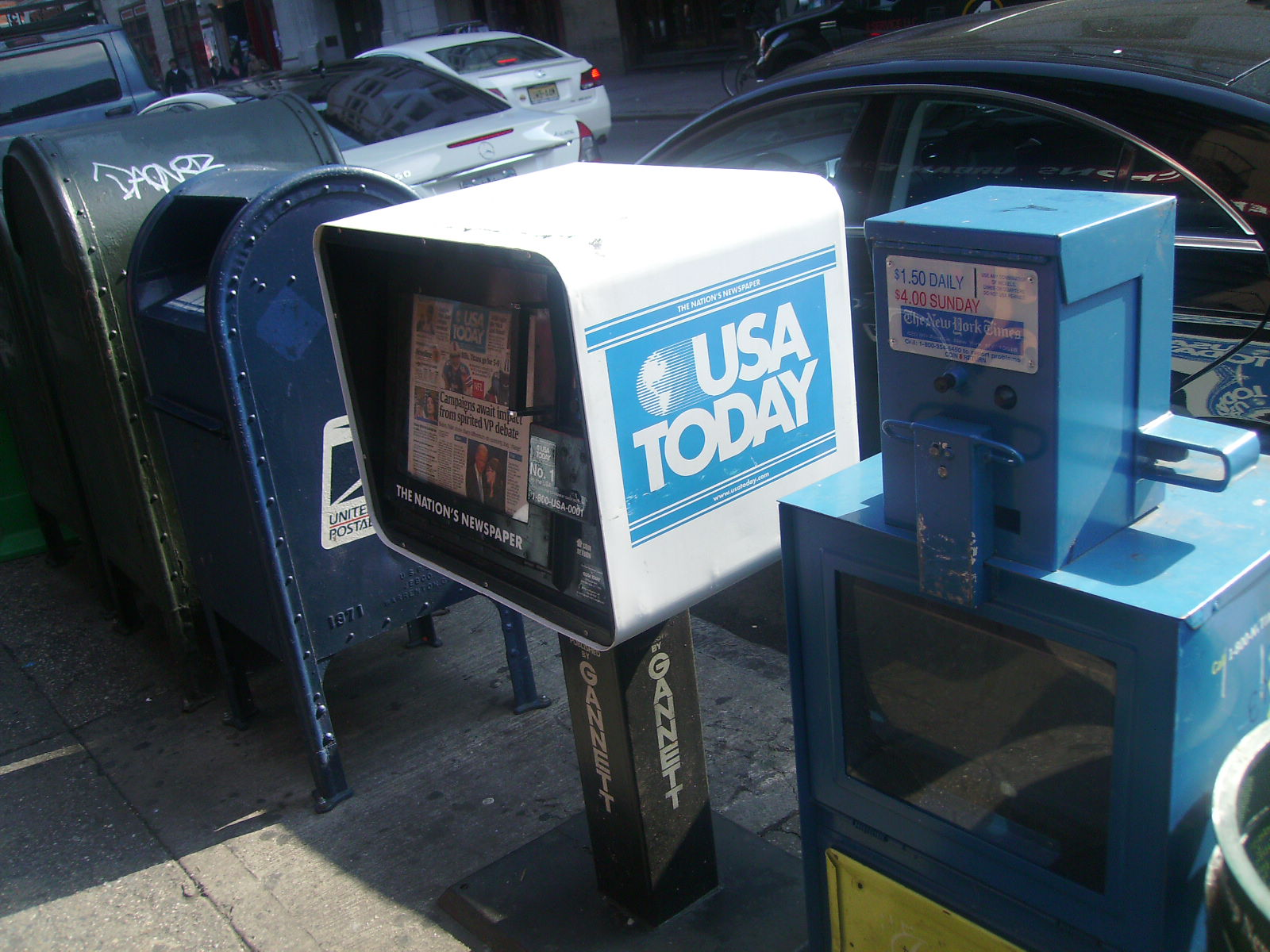
Màquina expenedora de USA Today a Nova York.

USA Today va ser fundat el 15 de setembre de 1982 per Allen Neuharth. Volent trencar amb els diaris més tradicionals (considerats de vegades massa grisos, plens de paraules i sense color), amb un estil ple de grans diagrames i fotografies. És també conegut per les seves enquestes sobre les opinions del públic nord-americà.
Inicialment el diari també pretenia mantenir a part dels mètodes tradicionals de distribució, actualment es ven per mitjà d'uns despatxs amb vores corbs que per la seva forma recorden antics televisors més que un despatxador tradicional de diaris. USA Today també va buscar acomodar-se als viatgers de negocis i es distribuïa àmpliament en aerolínies, aeroports i hotels, com a forma addicional en altres punts de venda. També va ser un dels primers periòdics a utilitzar transmissions via satèl·lit per enviar l'edició final a diferents localitats del país per a la seva impressió i distribució en mercats regionals. La innovació i l'ús de centres regionals d'impressió van permetre retardar l'hora de tancament de les edicions i poder incorporar esdeveniments més recents de notícies i esports en cada edició.
El diari ha demostrat ser un èxit, però els seus crítics l'han acusat de trivialitzar les notícies. El seu estil de redacció rares vegades usa enunciats subordinats i generalment no té més de tres enunciats principals per paràgraf, tot això amb l'objectiu de facilitar la seva lectura. Com a resultat, en els seus primers dies se li referia pejorativament com "McPaper" o "McNewspaper" en referència a la simplicitat del menjar ràpid de McDonald's (qui actualment distribueix el diari). Tanmateix, l'ús de color, gràfics i altres elements, ha estat imitat per altres revistes i diaris. La seva secció esportiva és particularment popular a causa d'això i a la seva àmplia cobertura dels esdeveniments.
Des dels seus principis en 1982 fins a la tardor de 2001, Larry King va ser columnista per USA Today.
El 2001 el diari va canviar les seves oficines corporatives a un nou predi de 120.000 m², en Mc Lean, al comtat de Fairfax, Virgínia, un suburbi de Washington no gaire lluny de la seva anterior seu al Comtat d'Arlington.
El 7 de setembre de 2005 el preu actual del diari era de 0,75¢ i els diumenges 0,50¢. Els quioscs són la que ven més diaris en aquesta edició, sent uns diaris més econòmics a causa que el full de paper, és ecològic i durador.
D'acord amb l'almanac mundial del 2005, el USA Today és el diari de major distribució als Estats Units.

### Frau
En març de 2004, el diari va estar involucrat un escàndol quan es va revelar que Jack Kelley, corresponsal del USA Today, i nominat als Premis Pulitzer, havia estat inventant una sèrie de notícies per al diari. Davant això el diari va obrir una investigació sobre aquests fets. Kelley va dimitir però va negar tots els càrrecs; Finalment l'editor del USA Today, Craig Moon, es va disculpar pels fets a la capçalera del diari. Aquest cas guarda moltes similituds amb la situació de Jayson Blair al New York Times, encara que va rebre molta menys atenció.

## Paròdies
Diverses paròdies d'USA Today han aparegut en pel·lícules i programes de televisió a través dels anys, com ara:
- The Harvard Lampoon va publicar una edició paròdia a USA Today en 1986.
- Es pot veure una versió futurista d'USA Today, ambientada en 2015 (edició de Hill Valley) a la pel·lícula "Retorn al futur 2" (1989).
- Es pot veure una versió titulada Mars Today al planeta vermell a la pel·lícula Total Recall (1990).
- En Minority Report, una versió animada i que s'actualitza dinàmicament en format i-paper d'USA Today es veu en la pel·lícula (2002).
- Un diari anomenat BSA Today, en una realitat alternativa on Amèrica del Nord encara és governada pel Regne Unit com els Estats Britànics d'Amèrica, es veu en la sèrie Sliders (1995).
- En la sèrie Babylon 5 apareix un periòdic anomenat Universe Today.
- En  Els Caçafantasmes (1984), durant un muntatge, un fals USA Today descriu als mateixos Caçafantasmes.
- En un capítol de la sèrie animada Els Simpson, Homer (Homer) llegeix un periòdic anomenat USofA Today amb la història de portada: "America's Favorite Pencil - #2 is #1". Homer llegeix un altre titular: "SAT scores are declining at a slower rate". Després, Lisa critica això, i Homer diu "aquest és l'únic diari al país que no té por de dir la veritat: tot això està sol bé".
- La publicació de comèdia The Onion publica una aparició en la seva portada anomenada "Starshot". Es creu que és un gest de complicitat directe a les mateixes estadístiques publicades a la portada d'USA Today.
- El 1988 el joc d'ordinador Hidden Agenda mostra extractes d'un diari anomenat "USA Yesterday" en un resum de premsa.
- La pel·lícula "CSA: The Confederate States of America" (2004), una història alternativa del país, presenta un periòdic anomenat CSA Today.

## Diaris estatals associats
Com a part del conglomerat de mitjans de Gannett Company, Usa Today està associat a importants diaris regionals, entre els quals cal assenyalar a The Cincinnati Enquirer (Ohio), The Arizona Republic (Arizona), The Courier-Journal (Kentucky), The Tennessean (Tennessee), The Des Moines Register (Iowa) i Detroit Free Press (Michigan).